# Amblyseius eharai
Amblyseius eharai är en spindeldjursart som beskrevs av Amitai och Swirski 1981. Amblyseius eharai ingår i släktet Amblyseius och familjen Phytoseiidae. Inga underarter finns listade i Catalogue of Life.